# Charles de La Verpillière

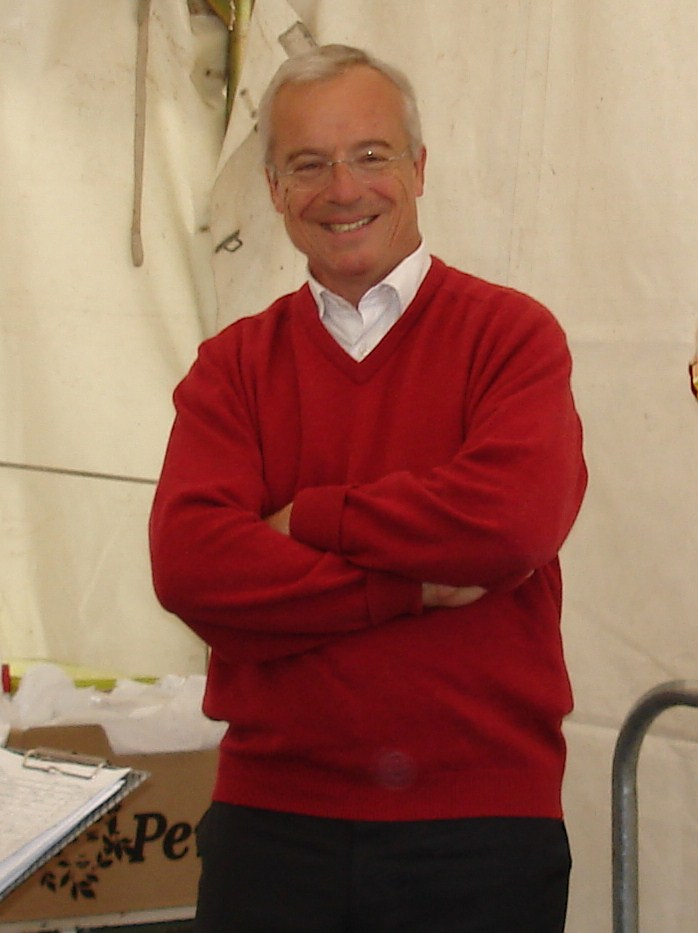
De La Verpillière 2010

Charles de La Verpillière (* 31. Mai 1954 in Bourg-en-Bresse) ist ein französischer Politiker. Er ist seit 2007 Abgeordneter der Nationalversammlung.
De La Verpillière wuchs in Lagnieu auf, studierte danach an der École nationale d’administration in Straßburg und begann zunächst eine Karriere als Verwaltungsbeamter. Mit dem Einzug in den Generalrat des Départements Ain im Jahr 1988 erwarb er sein erstes politisches Amt. 1995 wurde er zum Bürgermeister von Lagnieu gewählt. Er gab dieses Amt jedoch 2004 wieder auf, als er zum Präsidenten des Generalrats gewählt wurde. 2007 kandidierte er für die UMP im zweiten Wahlkreis des Départements Ain und wurde ins Parlament gewählt. 2012 wurde er wiedergewählt. Ende November 2012 zählte er zu rund 70 Abgeordneten unter Führung von François Fillon, die sich von der UMP-Fraktion abspalteten und eine eigene Fraktion unter dem Namen R-UMP gründeten.